# 许孔时
许孔时（1930年—2021年9月28日），男，中国计算机软件专家，中国科学院软件研究所研究员、原所长，中国中文信息学会副理事长。